# Łotwa (obwód miński)
Łotwa (biał. Лотва; ros. Лотва) – wieś na Białorusi, w obwodzie mińskim, w rejonie miadzielskim, w sielsowiecie Miadzioł.

## Historia
W czasach zaborów wieś w granicach Imperium Rosyjskiego.
W dwudziestoleciu międzywojennym wieś leżała w Polsce, w województwie wileńskim, w powiecie duniłowickim (od 1926 postawskim), w gminie Mańkowicze (od 1927 gmina Hruzdowo).
Według Powszechnego Spisu Ludności z 1921 roku zamieszkiwało tu 58 osób, 37 było wyznania rzymskokatolickiego a 21 prawosławnego. Jednocześnie 33 mieszkańców zadeklarowało polską a 25 białoruską przynależność narodową. Było tu 12 budynków mieszkalnych. W 1931 w 16 domach zamieszkiwało 76 osób.
Miejscowość należała do parafii rzymskokatolickiej w m. Miadzioł i prawosławnej w Hruzdowie. Podlegała pod Sąd Grodzki w Postawach i Okręgowy w Wilnie; właściwy urząd pocztowy mieścił się w Mańkowiczach.
W 1938 roku wieś należała do gromady Łotwa gminy Hruzdowo.
Po agresji ZSRR na Polskę w 1939 roku wieś znalazła się w granicach BSRR. W latach 1941–1944 była pod okupacją niemiecką. Następnie leżała w BSRR. Od 1991 roku w Republice Białorusi.